# Journal of Hearing Science
Journal of Hearing Science
направлен на актуальные и проверенные научные исследования во всех областях отоларингологии, аудиологии, фониатрии и ринологии. Главной целью журнала является создание международного форума для специалистов. Вторая цель — это помогать людям, занимающимся проблемами со слухом, обеспечивая их важной информацией, необходимой при помощи пациентам с нарушениями слуха, голоса, речи и расстройствами равновесия.
Журнал в открытом доступе дает возможность всем читателям во всём мире на свободный доступ к статьям.
Нет оплаты за публикации и доступ к интернет-сайту. Перед принятием для публикации каждая рукопись подвергается критической оценке ведущих специалистов в этой области.
Журнал издается с июня 2011 года.